# Sambaíba
Sambaíba este un oraș în unitatea federativă Maranhão (MA), Brazilia.